# Sjekelesj
De Shekelesj of Sheklisj worden in Egyptische bronnen genoemd als een van de Zeevolken die de Nijldelta en Noordelijk Egypte binnendrongen rond 1220 v.Chr.. Ze kwamen mogelijk uit Sicilië.
In het vijfde jaar van zijn regering sloeg Merenptah een invasie terug van Libiërs in alliantie met "Vreemden/volken van de Zee", namelijk Eqwesj, Teresj, Lukku, Sherden en Sjekelesj.
Op verschillende tijdstippen, rond 1220 v.Chr. en 1186 v.Chr., vielen zij Egypte aan. Hoewel zij niet uitgebreid beschreven worden in de oude bronnen, hadden zij waarschijnlijk een belangrijke macht in de Middellandse Zee en speelden zij een grote rol bij de invasies van de zeevolken.